# Джонатан Чу (тенісист)
Джонатан Чу (англ. Jonathan Chu; нар. 21 березня 1983) — колишній американський тенісист.
Найвищу одиночну позицію світового рейтингу — 527 місце досяг 28 серпня 2006, парну — 461 місце — 12 червня 2006 року.

## Титули ITF Ф'ючерс

### Одиночний розряд: (1)
| Ранг | Дата     | Турнір           | Покриття | Суперник           | Рахунок                  |
| ---- | -------- | ---------------- | -------- | ------------------ | ------------------------ |
| 1.   | Бер 2006 | КНР F5, Гуанчжоу | Тверде   | Антал ван дер Дейм | 7–6(4), 6–7(0), 4–0 ret. |

### Парний розряд: (4)
| Ранг | Дата     | Турнір                      | Покриття | Партнер            | Суперники                      | Рахунок          |
| ---- | -------- | --------------------------- | -------- | ------------------ | ------------------------------ | ---------------- |
| 1.   | Вер 2005 | Японія F10, Токіо           | Тверде   | Девід Мартін       | Наокі Арімото Ясуо Міядзакі    | 6–2, 6–4         |
| 2.   | Жов 2005 | Мексика F15, Сьюдад Обрегон | Тверде   | Алберто Франсіс    | Бруно Ечагарай Карлос Паленсія | 2–6, 7–6(5), 6–2 |
| 3.   | Тра 2006 | США F9, Віро-Біч            | Ґрунт    | Ізак ван дер Мерве | Брендан Еванс Трой Ган         | 6–4, 7–6(0)      |
| 4.   | Чер 2006 | США F15, Баффало            | Ґрунт    | Алекс Клейтон      | Шеннон Неттл Денієл Вендлер    | 6–3, 3–6, 6–1    |